# Bruce Brown
Bruce Brown Jr (ur. 15 sierpnia 1996 w Bostonie) – amerykański koszykarz występujący na pozycji rzucającego obrońcy, od 2024 zawodnik Toronto Raptors.
W 2016 wystąpił w meczu gwiazd amerykańskich szkół średnich – Jordan Classic. Został zwycięzcą turnieju New England Prep School Basketball Class AA State Tournament, gdzie zdobył nagrodę MVP i zaliczono go do I składu imprezy. W 2017 wziął udział w turnieju Adidas Nations Counselors. W szkole średniej grał także w baseball oraz piłkę nożną.
19 listopada 2020 trafił w wyniku wymiany do Brooklyn Nets. 7 lipca 2022 zawarł umowę z Denver Nuggets. 6 lipca 2023 został zawodnikiem Indiana Pacers. 17 stycznia 2024 został wytransferowany do Toronto Raptors.

## Osiągnięcia
Stan na 21 stycznia 2024, na podstawie, o ile nie zaznaczono inaczej.
NCAA
- Uczestnik turnieju NCAA (2017, 2018)
- Laureat przedsezonowej nagrody Wooden Award (2018)
- Zaliczony do I składu All-ACC Academic (2017)
- Debiutant tygodnia ACC (12.12.2016, 28.02.2017)

NBA
- Mistrz NBA (2023)[7]